# Ihráč
Ihráč je obec na Slovensku v okrese Žiar nad Hronom v Banskobystrickém kraji v Kremnických vrších 10 km od Kremnice.
První písemná zmínka pochází z roku 1388. V obci je římskokatolický kostelík Krista Krále.